# 长柄肋毛蕨
长柄肋毛蕨（学名：Ctenitis nidus）为叉蕨科肋毛蕨属下的一个种。

## 扩展阅读
- 維基物種上的相關：长柄肋毛蕨